# Trichamathina buccinula
Trichamathina buccinula is een slakkensoort uit de familie van de Capulidae. De wetenschappelijke naam van de soort is voor het eerst geldig gepubliceerd in 1967 door Golikov in Golikov & Scarlato.